# NGC 429
NGC 429 é uma galáxia lenticular (S0) localizada na direcção da constelação de Cetus. Possui uma declinação de -00° 20' 42" e uma ascensão recta de 1 horas, 12 minutos e 57,4 segundos.
A galáxia NGC 429 foi descoberta em 20 de Dezembro de 1786 por William Herschel.